# 中国共产党吉林省委员会
中国共产党吉林省委员会，简称中共吉林省委，是中国共产党在吉林省的领导机关, 成立于1952年5月，由中国共产党吉林省代表大会选举产生。在代表大会闭会期间，执行中国共产党中央委员会的指示和中国共产党吉林省代表大会的决议，领导吉林省的党务工作，并定期向中国共产党中央委员会报告工作。目前，黄强担任该委员会书记，胡玉亭、吴海英担任该委员会副书记。

## 沿革
1945年11月，成立中国共产党吉林省工作委员会。1946年1月，改为中国共产党辽吉省委员会。1946年7月，组建中国共产党吉林省委员会。

## 职责
根据《中国共产党地方委员会工作条例》，中国共产党地方委员会主要实行政治、思想和组织领导，承担下列职能：
1. 对本地区重大问题作出决策。
2. 通过法定程序使党组织的主张成为地方性法规、地方政府规章或者其他政令。
3. 加强对本地区宣传思想文化工作的领导，牢牢掌握意识形态工作领导权、话语权。
4. 按照干部管理权限任免和管理干部，向地方国家机关、政协组织、人民团体、国有企事业单位等推荐重要干部。
5. 支持和保证人大、政府、政协、法院、检察院、人民团体等依法依章程独立负责、协调一致地开展工作，发挥这些组织中党组的领导核心作用。
6. 加强对本地区群团工作和统一战线工作的领导。
7. 动员、组织所属党组织和广大党员，团结带领群众实现党的目标任务。

## 机构设置
根据《吉林省机构改革方案》，中国共产党吉林省委员会设置工作机关13个，工作机关管理的机关3个。中共吉林省委设置下列机构：
- 中共吉林省委办公厅

### 职能部门
- 中共吉林省委组织部
- 中共吉林省委宣传部
- 中共吉林省委统一战线工作部
- 中共吉林省委政法委员会

（省委组织部挂省公务员局牌子。省委宣传部挂省人民政府新闻办公室、省精神文明建设指导委员会办公室、省新闻出版局（省版权局）、省电影局牌子。省委统一战线工作部挂省人民政府侨务办公室牌子。）

### 办事机构
- 中共吉林省委政策研究室
- 中共吉林省委网络安全和信息化委员会办公室
- 中共吉林省委机构编制委员会办公室
- 中共吉林省委军民融合发展委员会办公室（副厅级）
- 中共吉林省委、辽宁省人民政府信访局
- 中共吉林省委巡视工作办公室
- 中共吉林省委老干部局

（省委全面深化改革委员会办公室设在省委财经委员会办公室。省委全面依法治省委员会办公室设在省司法厅。省委外事工作委员会办公室设在省人民政府外事办公室。省委军民融合发展委员会办公室依托省工业和信息化厅设置，挂省国防科技工业办公室牌子。省委审计委员会办公室设在省审计厅。省委教育工作领导小组秘书组设在省教育厅。省委农村工作领导小组办公室设在省农业农村厅。网络安全和信息化委员会办公室挂省互联网信息办公室牌子。）

### 派出机关
- 中共吉林省委直属机关工作委员会
- 中国共产党长春新区工作委员会（委托长春市管理）

（省委教育工作委员会与省教育厅合署办公，不计入机构限额。）

### 直属事业单位
- 中共吉林省委党校
- 《吉林日报》社
- 吉林广播电视台
- 中共吉林省委党史研究室
- 吉林省档案馆

（省委党校挂吉林省行政学院、吉林省社会主义学院牌子。省档案馆挂吉林省档案局牌子。）

### 工作机关管理的机关
- 中共吉林省委机要局，由省委办公厅管理。
- 中共吉林省委保密委员会办公室，由省委办公厅管理。
- 中共吉林省委台湾工作办公室，由省委统战部管理。

（省委机要局挂省国家密码管理局牌子。省委保密委员会办公室挂省国家保密局牌子。省委台湾工作办公室挂省人民政府台湾事务办公室牌子。）

## 历届组成人员
第十届以前历届省委书记（或主要负责人）
- 刘锡五（1949年10月－1952年04月）
- 李梦龄（1952年04月－1955年02月）
- 吴　德（1955年02月－1966年06月）
- 赵　林（1966年06月－1967年）
- 王淮湘（1971年03月－1977年02月）
- 王恩茂（1977年02月－1981年10月）
- 强晓初（1981年10月－1985年05月）
- 高　狄（1985年05月－1988年04月）
- 何竹康（1988年04月－1993年06月）
- 张德江（1993年06月－1998年09月）
- 王云坤（1998年09月－2006年12月）
- 王　珉（2006年12月－2009年11月）
- 孫政才（2009年11月－2012年11月）

第十届省委（2012年5月—2017年5月）
- 书记：孙政才（—2012年11月）、王儒林（2012年11月—2014年8月）、巴音朝鲁（蒙古族，2014年8月—）
- 副书记：王儒林（—2012年11月）、竺延风（—2015年5月）、马俊清（2015年11月—2017年2月）、高广滨（2017年2月—）、巴音朝鲁（蒙古族，2012年12月—2014年8月）、蒋超良（2014年8月—2016年10月）、刘国中（2016年12月—）
- 常务委员：孙政才（—2012年11月）、王儒林（—2014年8月）、竺延风（—2015年5月）、黄燕明（—2013年5月）、马俊清（—2017年2月）、高广滨、金振吉（朝鲜族）、房俐（女，—2016年2月）、陈伦（—2015年1月）、张安顺、陈伟根（—2015年5月）、陈红海（—2015年5月）、庄严、巴音朝鲁（蒙古族，2012年12月—）、齐玉（2013年5月—2015年11月）、蒋超良（2014年8月—2016年10月）、崔少鹏（2015年1月—2017年2月）、高福平（2015年5月—2017年4月）、苗雨丰（2015年11月—）、林武（2016年1月—）、王君正（2016年1月—）、姜治莹（2016年6月—）、刘国中（2016年12月—）、陶治国（2017年3月—）、王凯（2017年3月—）、王晓萍（女，2017年4月—）

第十一届省委（2017年5月—2022年6月）
- 书记：巴音朝鲁（蒙古族，—2020年11月）、景俊海（2020年11月—）
- 副书记：刘国中（—2017年12月）、高广滨（—2022年4月）、景俊海（2018年1月—2020年11月）、韩俊（2020年11月—）、刘伟（2022年4月—）
- 常务委员：巴音朝鲁（蒙古族，—2020年11月）、刘国中（—2017年12月）、高广滨（—2022年4月）、张安顺（—2019年12月）、庄严（—2017年6月）、王君正（—2019年2月）、林武（—2018年5月）、姜治莹（—2020年3月）、陶治国（—2019年11月）、王晓萍（女，—2020年11月）、王凯（—2021年3月）、李景浩（朝鲜族，—2021年4月）、胡家福（2017年7月—）、景俊海（2018年1月—）、苗雨丰（2018年1月—2018年12月）、吴靖平（2018年5月—）、刘维（2019年1月—）、石玉钢（苗族，2019年7月—2021年11月）、张忠（2019年11月—）、侯淅珉（2020年3月—2021年5月）、田锦尘（2020年5月—）、韩俊（2020年11月—）、张恩惠（2021年3月—）、李悦（女，满族，2021年4月—）、张志军（2021年5月—）、范锐平（2021年8月—）、阿东（回族，2021年12月—）、刘伟（2022年4月—）、吴海英（女，2022年5月—）

第十二届省委（2022年6月至今）
- 书记：景俊海（—2024年6月28日）、黄强（2024年6月28日—）
- 副书记：韩俊（—2023年3月）、刘伟（—2022年12月）、胡玉亭（2023年4月—）、吴海英（女，2023年10月—）
- 常务委员：景俊海、韩俊（—2023年3月）、刘伟（—2022年12月）、胡家福、吴海英（女）、张忠（—2023年7月）、张志军（—2023年4月）、蔡东、张恩惠、阿东（回族，—2023年5月）、李伟、李明伟、胡玉亭（2023年4月—）、席栓柱（2023年5月—）、王秋实（2023年7月—）、曹路宝（2023年10月—）、韩福春（2023年11月—2025年7月）、史文斌（2023年12月—）、黄强（2024年6月—）、邱江（仡佬族，2025年7月—）